# Алтернативна инвестиция
Алтернативната инвестиция, известна също като алтернативен актив или алтернативен инвестиционен фонд (АИФ), е инвестиция във всеки клас активи с изключение на акции, облигации и парични средства. Пазарът на Алтернативни инвестиционни фондове (АИФ) в България е добре развит, като някои от популярните фондове включват Bulgaria AIF - Fund и Serdika Fund. Терминът е сравнително свободен и включва материални активи като благородни метали, колекционерски предмети (предмети на изкуството, вино, антики, ретро автомобили, монети, музикални инструменти или пощенски марки) и някои финансови активи като недвижими имоти, суровини, дялов капитал, проблемни ценни книжа, хедж фондове, борсови фондове, въглеродни кредити, рисков капитал, филмови продукции, финансови деривати, криптовалути, непарични токени и споразумения за данъчни вземания. Инвестициите в недвижими имоти, горско стопанство и корабоплаване също често се наричат „алтернативни“ въпреки използването им за увеличаване и запазване на богатството от Античността насам. Алтернативните инвестиции трябва да се противопоставят на традиционните инвестиции. 

## Научни изследвания
Тъй като определението за алтернативни инвестиции е широкообхватно, данните и изследванията се различават значително в отделните инвестиционни класове. Например за инвестициите в изкуство и вино може да липсват висококачествени данни.

## Достъп до алтернативни инвестиции
В началото на 20-те години на XXI век ръстът на алтернативното финансиране отваря нови възможности за инвестиране в алтернативни инвестиции. Те включват:

### Изкуство
В статия от 1986 г. Уилям Баумол използва метода на повторните продажби и сравнява цените на 500 картини, продадени в продължение на 410 години, преди да заключи, че средната реална годишна възвръщаемост на изкуството е 0,55%. Друго проучване на висококачествени маслени картини, продадени в Швеция между 1985 и 2016 г., определя средната възвръщаемост на 0,6% годишно. Въпреки това галеристите понякога са нееднозначно настроени към идеята за третиране на произведения на изкуството като инвестиция.

### Групово финансиране на акции
Платформите за краудфъндинг на дялово участие позволяват на „тълпата“ да преглежда представените от предприемачите възможности за инвестиции в ранен етап и да придобива дялово участие в бизнеса. Обикновено онлайн платформата действа като посредник между инвеститорите и основателите. Тези платформи се различават значително по видовете възможности, които предлагат на инвеститорите, по това колко задълбочена проверка се извършва, по степента на наличната защита на инвеститорите, по минималния размер на инвестицията и т.н.

### Инфраструктура като клас активи
Понятието „инфраструктура като клас активи“ се разраства непрекъснато през първите десет години на XXI век, като в началото това развитие е запазена територия на институционалните инвеститори: пенсионни фондове, застрахователни дружества и държавни инвестиционни фондове, с много ограничен достъп до инвеститори с висока нетна стойност (с изключение на няколко големи семейни офиса).

### Инвестиране в лизинг
Платформите за лизингово инвестиране предоставят на инвеститорите възможности за съвместно инвестиране и частична собственост върху физически активи, които носят приходи от лизинг. Чрез тези платформи инвеститорите могат да имат частична собственост върху определен актив, отдаден на лизинг на организация, и да получават фиксирана възвръщаемост.

### Дялов капитал
Частният капитал се състои от широкомащабни частни инвестиции в некотирани компании в замяна на собствен капитал. Частните фондове обикновено се формират чрез комбиниране на средства от институционални инвеститори, като например физически лица с висока нетна стойност, застрахователни компании, университетски дарителски фондове и пенсионни фондове. Средствата се използват заедно със заемни средства и парични.

### Българска Златна Виза
От началото на 2024 г. българското правителство въведе т.н. Българска златна виза, която позволява придобиване на право на пребиваване чрез инвестиция в алтернативен инвестиционен фонд (АИФ). Необходимата сума за тази инвестиция е 512,000 EUR.
Тази нова програма има за цел да привлече чуждестранни инвеститори, като предоставя възможност за получаване на постоянно пребиваване в България и, впоследствие, българско гражданство. Инвестицията в АИФ предоставя гъвкавост и потенциал за растеж, тъй като тези фондове обикновено инвестират в разнообразни активи, включително недвижими имоти, акции, облигации и други финансови инструменти.

## Характеристики
Алтернативните инвестиции понякога се използват като начин за намаляване на общия инвестиционен риск чрез диверсификация.
Някои от характеристиките на алтернативните инвестиции могат да включват:
- Ниска корелация с традиционните финансови инвестиции като акции и облигации.[18]
- Може да е трудно да се определи текущата пазарна стойност на актива.
- Алтернативните инвестиции може да са относително неликвидни.
- Разходите за покупка и продажба могат да бъдат относително високи.
- Възможно е да има ограничени исторически данни за риска и възвръщаемостта.
- Може да се изисква висока степен на инвестиционен анализ преди покупката.

## Ликвидни алтернативи
Ликвидните алтернативни инвестиции трябва да имат защита срещу системен пазарен риск и да са твърде малки, за да създадат нови системни рискове за пазара. Хедж фондовете могат да бъдат включени в тази категория; традиционните хедж фондове обаче могат да имат ограничения по отношение на ликвидността и терминът обикновено се използва за регистрирани взаимни фондове, които използват стратегии на хедж фондовете, като например инвестиции в акции с дълги къси позиции.